# الركاز: في أثر ابن بطوطة
الرّكاز: في أثر ابنِ بطّوطة (بالإنجليزية: Unearthed: Trail of Ibn Battuta)‏ هي لعبة فيديو أكشن-مغامرات من منظور الشخص الثالث تدور أحداثها في الوقت الحاضر وتقدم في صيغة سلسلة من الحلقات المنفصلة المليئة بالأحداث ومتوفرة باللغتين العربية والإنجليزية.
تمثل اللعبة أول إطلاق للعبة من دولة السعودية على أجهزة الألعاب المنزلية مثل سوني بلاي ستيشن 3 بالإضافة إلى تسعة منصات أخرى تتضمن الحاسوب الشخصي - الماك - الأي فون - الأي باد - والأجهزة الداعمة لنظام أندرويد.

## موجز
عندما يتلقى المغامر العربي “فارس جواد” دعوة لزيارة مدينة طنجة بالمغرب (مسقط رأس ابن بطوطة) بصحبة أخته “دانيا” عالمة الآثار، يجدان نفسيھما في مغامرة مثيرة تحبس الأنفاس تأخذھما في رحلة لتعقب خطى الرحالة الشھير في مساره في العالم العربي والإسلامي.
و لكن لن يكون الطريق سھلاً إذ سيواجھان العديد من العقبات والألغاز المليئة بالتحدي إلى أبعد الحدود بالإضافة إلى مواجھة عصابة إجرامية تبحث عن الھدف ذاته.

## تاريخ التطوير
يعلق الأستاذ عماد بن فھد الدغيثر رئيس شركة سيمانور الدولية قائلاً 

و يضيف أحمد جادلله، مدير التطوير ومخرج وكاتب اللعبة 

يعلق ستيفن توكسفيج، نائب الرئيس للشؤون الھندسية في يونيتي تكنولوجيز 

## المميزات
- اللعبة تجوب بالاعب العالم العربي والإسلامي من جبال الأطلس في المغرب إلى أحياء دمشق القديمة، ميناء الإسكندرية ومدينة دبي.
- مزيج مميز من الألغاز، التصويب، القتال اليدوي والتسلل يعطي الكثير من تنوع أثناء اللعب.
- مقدمة بشكل مسلسل تلفزيوني يقدم كل مرحلة من مراحل اللعبة بشكل حلقة مع مقتطفات من الحلقة السابقة في البداية بالإضافة إلى عرض تشويقي لما سيحدث في الحلقة القادمة.
- “الركاز على الإنترنت” ھو النمط الخاص لتعدد اللاعبين وھو متوفر مجاناً للعب عبر متصفح الإنترنت مباشرة بداية بموقع فيسبوك.[1]

## خصائص
تعد من أوائل الألعاب التي تستھدف منصة بلاي ستيشن 3 من خلال محرك الألعاب يونيتي.

## الممثلون
- أحمد العليان ، الدور : ممثل صوت “ فارس جواد ” في النسخة العربية .
- نجوى خزندار ، الدور : ممثلة صوت “ دانيا ” في النسخة العربية .
- عبد الإله السالم ، الدور : ممثل صوت “ أوزجور ” في النسخة العربية .
- تروي بيكر ، الدور : ممثل صوت “ فارس جواد ” في النسخة الإنجليزية .
- تارا بلات ، الدور : ممثلة صوت “ دانيا ” في النسخة الإنجليزية.
- ديفيد لودج ، الدور : ممثل صوت “ رشيد ” في النسخة الإنجليزية.
- جيف روسيك ، الدور : ممثل التقاط الحركة لشخصية “ فارس جواد ” .

## وصلات خارجية
- الموقع الرسمي
- فيديو لتجربة العبة في مرحلة التطوير على يوتيوب
- تسجيل الركاز في أثر ابن بطوطة في موقع بلاي ستيشن ستور السعودي